# Oribotritia ampla
Oribotritia ampla är en kvalsterart som beskrevs av Wojciech Niedbała 1991. Oribotritia ampla ingår i släktet Oribotritia och familjen Oribotritiidae. Inga underarter finns listade i Catalogue of Life.